# Heribert Bettscheider
Heribert Bettscheider SVD (* 15. Mai 1938 in Wiesbach (Saar); † 11. Dezember 2007 in Sankt Augustin) war ein deutscher katholischer Theologe.

## Leben
Der vierte von fünf Jungen besuchte das Arnold-Janssen-Gymnasium St. Wendel, wo er auch am 21. März 1957 sein Abitur absolvierte. Zusammen mit 20 Schülern trat er darauf in St. Gabriel (Mödling bei Wien) in das Noviziat ein. Am 8. September 1959 legte er die ersten Gelübde ab und begann die Studien in Philosophie.
Zum Studium der Theologie wurde er dann an die Päpstliche Universität Gregoriana nach Rom geschickt. Am 8. September 1962 legte er die Ewigen Gelübde ab und am 16. Februar 1964 wurde er in der Kapelle des Terziates in Nemi zum Priester geweiht. Im selben Jahr konnte er seine theologischen Studien mit dem Lizentiat abschließen. Die Generalleitung bat ihn nun, seine Studien bis zum Doktorat fortzusetzen, die er mit der Promotion am 16. Dezember 1966 beenden konnte. Seine neue Bestimmung lautete Lektor für Dogmatik in Sankt Augustin, wo er dann gleich im Noviziat als Sozius des Novizenmeisters mithalf. Bald kam auch das Fach Fundamentaltheologie dazu, das bis zu seiner Emeritierung sein Hauptfach blieb. Daneben gab er eine Fülle von Seminaren und Spezialvorlesungen über Fragen der Missionstheologie. Seine Lehrtätigkeit führte ihn auch nach Köln, Wuppertal, Siegen und Indonesien (Sommer 1994).
Er war Sekretär der PTH Hochschule SVD St. Augustin, dann von 1971 bis 1980 deren Rektor. Von 1980 bis 1986 war er Vizeprovinzial der Norddeutschen Provinz, 1986–1995 Rektor des Missionspriesterseminars, 1995–2007 Direktor des Missionswissenschaftlichen Instituts St. Augustin.

## Schriften (Auswahl)
- als Herausgeber: Theologie und Befreiung (= Veröffentlichungen des Missionspriesterseminars Sankt Augustin bei Bonn. Band 24). Steyler Verlag, Sankt Augustin 1974, ISBN 3-87787-073-8.
- als Herausgeber: Das asiatische Gesicht Christi (= Veröffentlichungen des Missionspriesterseminars Sankt Augustin bei Bonn. Band 25). Steyler Verlag, Sankt Augustin 1976, ISBN 3-87787-085-4.
- als Herausgeber: Das Problem einer afrikanischen Theologie (= Veröffentlichungen des Missionspriesterseminars Sankt Augustin bei Bonn. Band 30). Steyler Verlag, Sankt Augustin 1978, ISBN 3-87787-116-X.
- Glaube und Sakrament in den Loci von Philipp Melanchton. Rom 1980, OCLC 913282504 (zugleich Dissertation, Gregoriana 1967).
- als Herausgeber: Zugang zur Wirklichkeit Gottes. Die Gottesfrage in der modernen Welt (= Veröffentlichungen des Missionspriesterseminars Sankt Augustin bei Bonn. Band 50). Steyler Verlag, Nettetal 1999, ISBN 3-8050-0434-6.
- als Herausgeber: Reflecting mission – practicing mission. Divine word missionaries commemorate 125 years of worldwide commitment. 2 Bände. Steyler Verlag, Nettetal 2001, ISBN 3-8050-0462-1.
- als Herausgeber: Das Verständnis von Religion und Religionen weltweit. Aktuelle Tendenzen in verschiedenen Kontexten (= Studia Instituti Missiologici Societatis Verbi Divini. Band 79). Steyler Verlag, Nettetal 2003, ISBN 3-8050-0493-1.
- als Herausgeber: Mission in Europa. Überlegungen zu einem aktuellen Thema (= Studia Instituti Missiologici Societatis Verbi Divini. Band 86). Steyler Verlag, Nettetal 2005, ISBN 3-8050-0528-8.